# لوری مک‌کنا
لوری مک‌کنا (انگلیسی: Lori McKenna؛ زادهٔ ۲۲ دسامبر ۱۹۶۸) خواننده-ترانه‌سرای اهل ایالات متحده آمریکا است. وی از سال ۱۹۹۸ میلادی تاکنون مشغول فعالیت بوده‌است. در سال ۲۰۱۶، او نامزد جایزه گرمی برای آهنگ سال شد و برنده بهترین آهنگ کانتری برای نوشتن آهنگ موفق «کراش دختر» که توسط لیتل بیگ تاون اجرا شد، دریافت کرد. در سال ۲۰۱۷، او دوباره برنده بهترین آهنگ کانتری در پنجاه و نهمین جوایز سالانه گرمی برای نوشتن آهنگ «متواضع و مهربان» با اجرای تیم مک گرا شد. مک کنا به همراه لیدی گاگا، ناتالی همبی و هیلاری لیندزی دومین تک آهنگ را از موسیقی متن فیلم (ستاره ای متولد شده‌است) در سال ۲۰۱۸ نوشتند به نام «همیشه ما را اینگونه به خاطر بسپار». مک کنا به همراه لیندزی و همبی بک وکال اجرا کرد و این آهنگ در شصت و دومین دوره جوایز سالانه گرمی نامزد دریافت آهنگ سال شد.